# Музика Русије
Музика Русије представља један од највидљивијих делова руске културе у целом свету. У историју су заувек ушли композитори који су оплеменили својим стваралаштвом светско музичко наслеђе. Многи од њих у својим делима забележили су богатство руског фолклора.

## Познати музичари
- Михаил Глинка (1804–1857) заузима посебно место међу руским композиторима. Сматра се зачетником руске уметничке музике. Након распада Совјетског Савеза па до 2000. химна Русије била је "Патриотска песма" коју је Глинка написао 1833.
- Петар Иљич Чајковски (1840–1893) понео је звање почасног доктора музике који му је додељен од стране Универзитета у Кембриџу.
- Николај Римски-Корсаков (1844–1908) сматра се најистакнутијим руским композитором и музичким педагогом 19. века. Написао је 15 опера посвећених руској историји и руским бајкама.

## Руски фолклор
Детаљније: Руска музика
Руски фолклор састоји се од више врста игара. Неке од најпознатијих су:
- Хоровод који представља кружни тип игре плесача у којој се учесници држе за руке и певају док се акција обично дешава у средини круга.[1]
- Плиаска је кружни плес који у коме се круг шири у зависности од брзине музике уз који се игра.
- Хопак је украјински народни плес и сматра се националним плесом Украјине али је јако популаран међу руским сељацима. Настао је под утицајем Козака који је трајао од 15. до 20. века. Плеше се појединачно или у већим групама фолклорног ансамбла. Има брз, весео ритам карактеристичан по скоковима које изводе мушка плесачи.[2]
- Казачок који је настао међу Украјинским козацима између 15. и 16. века. Брзог је и веселог ритма и игра се у паровима. Плес води жена а мушкарац прати њен ритам који се кроз игру убрзава. У неким сегментима веома личи на Хопак.[3]

## Инструменти
- Балалајка - руска народна гитара триангуларног облика са три или шест жица које иду од клинова за подешавање све до базе инструмента. Први пут појављује се у документима из 17. века.[4]
- Гудок - стари инструмент са три жице, од којих је једна жица постављена више у односу на друге. Први пут појављује се у 12. веку.Eomi/Gudok Архивирано на веб-сајту  (28. март 2016)
- Трешчотка - врста удараљки направљена од низа малених плочица на узици које ударају једна у другу и клепећу.